# Jaime Spengler
Jaime Spengler, O.F.M. (Gaspar, 6 de setembro de 1960) é um frade franciscano e cardeal brasileiro. Desde 2013 é o arcebispo metropolitano de Porto Alegre, e desde 2023 presidente pelo quadriênio 2023–2027 da Conferência Nacional dos Bispos do Brasil e do Conselho Episcopal Latino-Americano.

## Biografia
Primeiro filho, dentre quatro, do casal descendente dos primeiros colonos alemães Genésio Bernardo e Léa Maria Spengler, Jaime nasceu no dia 6 de setembro de 1960, na cidade de Gaspar, no estado de Santa Catarina. Aos 14 anos começou a trabalhar na empresa Linhas Círculo, onde trabalhou por cinco anos. Ingressou na Ordem dos Frades Menores no dia 20 de janeiro de 1982, quando foi admitido no Noviciado na cidade de Rodeio.
Fez a Profissão Solene no dia 8 de setembro de 1985; nos anos de 1986 e 1987, cursou filosofia no Instituto Filosófico São Boaventura de Campo Largo. Posteriormente cursou teologia, primeiramente no Instituto Teológico Franciscano de Petrópolis, no Rio de Janeiro, e depois concluiu no Instituto Teológico de Jerusalém, em Israel no qual, em 1990, obteve a especialização em Sagradas Escrituras. Recebeu a ordenação diaconal no dia 29 de junho de 1989, na cidade de Nazaré, em Israel. Regressando ao Brasil, foi ordenado sacerdote no dia 17 de novembro de 1990.
Dos anos de 1991 a 1995 foi mestre de postulantes e professor no Seminário Frei Galvão, na cidade de Guaratinguetá, em São Paulo. Em Roma, fez o doutorado em filosofia na Pontifícia Universidade Antonianum, nos anos de 1995 a 1998. De 2000 a 2003 foi vice-reitor e professor do Instituto Filosófico São Boaventura, na cidade de Campo Largo, no Paraná; foi assistente eclesiástico da Federação Brasileira das Irmãs Concepcionistas, nos anos de 2001 e 2002; superior local e vigário da Paróquia Bom Jesus, na Arquidiocese de Curitiba, de 2004 a 2006.
Em 2010, Dom Jaime assumiu como guardião da Fraternidade de Bom Jesus dos Perdões, em Curitiba, além de ser o vice-presidente da Associação Franciscana de Ensino Bom Jesus de Campo Largo e trabalhar como professor no curso de filosofia.
Em 10 de novembro de 2010, foi nomeado pelo Papa Bento XVI, bispo titular de Patara e auxiliar da Arquidiocese de Porto Alegre. Dom Jaime foi ordenado bispo no dia 5 de fevereiro de 2011 na Paróquia São Pedro Apóstolo, na cidade de Gaspar, no estado de Santa Catarina, por Dom Lorenzo Baldisseri, Núncio Apostólico no Brasil.
No dia 13 de março de 2011 tomou posse como Vigário Episcopal do Vicariato de Gravataí na Igreja Matriz de Nossa Senhora dos Anjos.
Durante a 49ª Assembleia Anual do Episcopado Brasileiro em Aparecida do Norte, em maio de 2011, foi escolhido entre os bispos do Rio Grande do Sul para ser o Bispo Referencial da Pastoral da Educação e Cultura no Regional Sul-3 da CNBB.
Em 25 de junho de 2011, teve seu nome divulgado como membro da Comissão Episcopal Pastoral para os Ministérios Ordenados e a Vida Consagrada da CNBB.
No dia 15 de agosto de 2012, Dom Dadeus Grings o nomeou como Procurador e Ecônomo da Arquidiocese de Porto Alegre.
Durante a Jornada Mundial da Juventude no Rio de Janeiro foi um dos bispos brasileiros escolhidos para ministrar catequeses aos jovens.

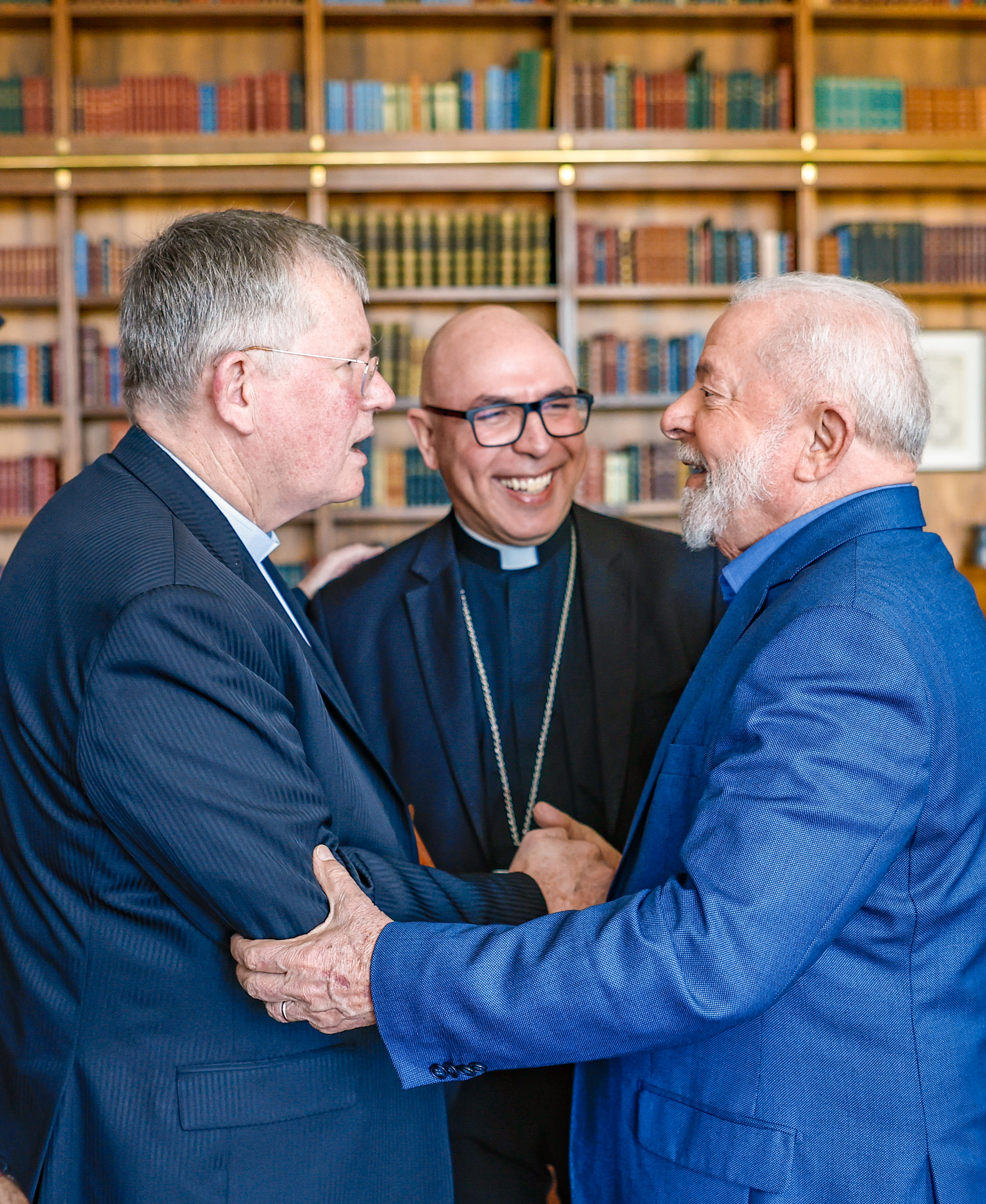
O presidente da Conferência Nacional dos Bispos do Brasil (CNBB), Dom Jaime Spengler, o secretário-geral da CNBB, Dom Ricardo Hoeper, e o presidente do Brasil, Luiz Inácio Lula da Silva

Aos 18 de setembro de 2013, o Papa Francisco o elevou à dignidade de arcebispo, para metropolita da Arquidiocese de Porto Alegre. A nomeação ocorreu após a renúncia de Dom Dadeus Grings, arcebispo emérito de Porto Alegre desde então.
No dia 15 de novembro de 2013, tomou posse como o sétimo arcebispo de Porto Alegre na catedral metropolitana.
Em 29 de março de 2014, o Papa Francisco o nomeou como membro da Congregação para os Institutos de Vida Consagrada e Sociedades de Vida Apostólica.
No dia 29 de junho de 2014, recebeu das mãos do Papa Francisco o pálio que o identifica como metropolita.
Em 21 de abril de 2015, foi eleito presidente da Comissão Episcopal Pastoral para os Ministérios Ordenados e a Vida Consagrada da CNBB. Já no dia 23 de abril, foi eleito Presidente do Regional Sul 3 da CNBB, para a gestão 2015–2019.
É primo em segundo grau do Bispo Dom Frei Evaristo Pascoal Spengler, O.F.M..
No dia 6 de maio de 2019, durante a 57ª Assembleia Geral da CNBB, foi eleito primeiro vice-presidente da entidade para o quadriênio 2019–2023.
Em 1 de junho de 2022, o Papa Francisco o nomeou como membro da Congregação para o Culto Divino e Disciplina dos Sacramentos.
Durante o Angelus de 6 de outubro de 2024, Papa Francisco anunciou que o criaria cardeal no Consistório de 7 de dezembro de 2024. Recebeu o barrete vermelho, o anel cardinalício e o título de cardeal-presbítero de São Gregório Magno na Via Magliana Nova.
Em 11 de janeiro de 2025, em Roma, o Papa Francisco anunciou a inclusão de Dom Jaime Spengler entre os membros do Dicastério para a Doutrina da Fé e do Dicastério para o Culto Divino e Disciplina dos Sacramentos.

### Presidente da CNBB
No dia 24 de abril de 2023, durante a 60ª Assembleia Geral da CNBB, foi eleito presidente da entidade para o quadriênio 2023–2027.

### Presidente do Conselho Episcopal Latino-Americano
Em 17 de maio de 2023, na 39.ª Assembleia Geral Ordinária ocorrida em Aguadilla, Porto Rico, foi eleito Presidente do Conselho Episcopal Latino-Americano, para o quadriênio 2023–2027.

## Ordenações Episcopais
Dom Jaime foi o celebrante principal das ordenações episcopais de:
1. Leomar Antônio Brustolin, nomeado bispo auxiliar de Porto Alegre, aos 25 de março de 2015, em Caxias do Sul.
2. Aparecido Donizete de Souza, nomeado bispo auxiliar de Porto Alegre, aos 18 de março de 2016, em Cornélio Procópio.
3. Silvio Guterres Dutra, nomeado bispo de Vacaria, aos 22 de julho de 2018, em Charqueadas.
4. Darley José Kummer, nomeado bispo auxiliar de Porto Alegre, aos 8 de junho de 2019, em Roca Sales.
5. Maurício da Silva Jardim, nomeado bispo de Rondonópolis-Guiratinga, aos 19 de junho de 2022, em Porto Alegre.
6. Juarez Albino Destro, R.C.J., nomeado bispo auxiliar de Porto Alegre, aos 17 de junho de 2023, em Porto Alegre.
7. Odair Miguel Gonsalves dos Santos, C.M., nomeado bispo auxiliar de Porto Alegre, aos 8 de dezembro de 2023, em Irati.

Foi coadjuvante nas ordenações episcopais de:
1. João Inácio Müller, O.F.M., nomeado bispo de Lorena, aos 15 de dezembro de 2013, em Santa Clara do Sul. O celebrante principal foi Dom Cláudio Cardeal Hummes, O.F.M.
2. Adilson Pedro Busin, C.S., nomeado bispo auxiliar de Porto Alegre, aos 30 de abril de 2016, em Sarandi. O celebrante principal foi Dom Alessandro Carmelo Ruffinoni, C.S.
3. Cleonir Paulo Dalbosco, O.F.M.Cap., nomeado bispo de Bagé, aos 16 de dezembro de 2018, em Cruz Alta. O celebrante principal foi Dom José Gislon, O.F.M.Cap.
4. Edson Batista de Mello, nomeado bispo de Cachoeira do Sul, aos 11 de agosto de 2019, em Novo Hamburgo. O celebrante principal foi Dom Zeno Hastenteufel.
5. Bertilo João Morsch, nomeado bispo auxiliar de Porto Alegre, aos 6 de agosto de 2022, em Santa Maria. O celebrante principal foi Dom Leomar Antônio Brustolin.
6. Nereudo Freire Henrique, nomeado bispo auxiliar de Olinda e Recife, aos 25 de janeiro de 2025, em João Pessoa. O celebrante principal foi Dom Manoel Delson Pedreira da Cruz, O.F.M.Cap.